# Peter Molyneux

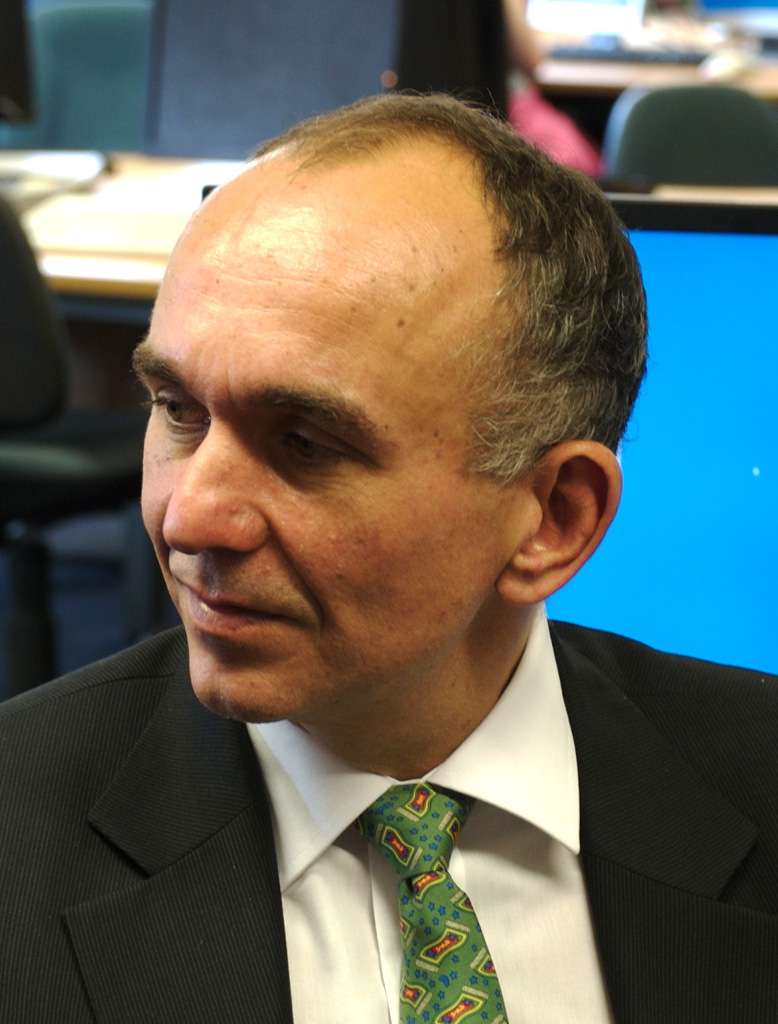
Peter Molyneux

Peter Molyneux OBE, född 5 maj 1959 i Guildford, Surrey, är en brittisk datorspelsdesigner och har varit involverad i utvecklingen av flera storsäljare såsom Populous, Dungeon Keeper, Black & White, Fable och The Movies. Han har även grundat företaget Lionhead Studios. Det goda rykte han hade som speldesigner fick sig en kraftig törn efter lanseringen av spelet Fable på grund av att spelet inte var i närheten av det som hade beskrivits innan release. Peter Molyneux gick ut med en officiell ursäkt på grund av detta.
För närvarande arbetar han på företaget 22 Cans som har släppt spelen Curiosity – What's Inside the Cube? och Godus.